# Курарай
Курара́й (ісп. Curaray) — річка в Еквадорі та Перу, права і найбільша притока річки Напо басейну річки Амазонки. Бере початок у східних передгір'ях Андів. Протікає переважно малообжитими районами Сельви. Довжина річки становить понад 600 км.
На берегах річки живуть народи кечуа та гуарані. Повноводна увесь рік. Судноплавна тільки в нижній течії. У річці водяться крокодили, каймани та піраньї.
| Еквадор | Це незавершена стаття з географії Еквадору. Ви можете допомогти проєкту, виправивши або дописавши її. |

| Перу | Це незавершена стаття з географії Перу. Ви можете допомогти проєкту, виправивши або дописавши її. |